# まどもあ54世
まどもあ54世（まどもあごじゅうよんせい）は、かつて存在した日本の女性アイドルグループ。髭男爵の山田ルイ53世のプロデュースグループ。2014年10月14日より始動し、2016年11月3日のラストライブをもって解散した。

## 概要
フランス語で"お嬢さん"を意味する「マドモアゼル」と、山田ルイ53世の「娘」という意味での「54世」をユニット名にあわせた貴族アイドル。略称は「まどもあ」。
西洋貴族をモチーフとした衣装を身にまとい、手にはオリジナルの光るワイングラスを持って、歌やダンスのパフォーマンスを行う。

## 来歴
- 2014年
  - 8月27日、目黒鹿鳴館にて最終オーディションを実施。書類選考からあわせて約300名から4名が決まり、ユニットが結成される。
  - 10月14日、池袋Dotにてデビューライブ『まどもあ54世"テイスティング"ライブ〜貴族はじめました！〜』を実施。当日来場者約150名（公式発表）。
  - 10月17日、初のワンマンライブ『まどもあ54世単独ライブ〜チェキはじめました！〜』を実施。以降定期的にワンマンライブが実施される。同時にデビューシングル「まどもあHere we go!/ありがとう片思い」を発売。YouTubeの「まどもあ54世公式チャンネル」にて、ミュージック・ビデオも披露される。
  - 10月26日、『髭男爵 ルネッサンスラジオ』のイベントにゲスト出演。文化放送メディアプラスホールには立ち見も出るほど来場者が殺到した。

- 2015年
  - 1月13日、『山梨日日新聞』にて、まどもあ54世の特集記事が掲載される。
  - 1月26日、まどもあ54世 初となる主催対バンライブ『コンセプトアイドル祭り』を実施。
  - 6月20日、『YATSUI FESTIVAL! 2015』に出演。髭男爵山田ルイ53世とは約半年ぶりの、ひぐち君とは初の共演を果たす。
  - 9月8日、セカンドシングル「ヴィクトリア」をリリース。
  - 10月14日、目黒鹿鳴館にて、まどもあ54世1周年ライブ『貴族の大号令-鹿鳴館ヲ制圧セヨ-』を開催。

- 2016年
  - 9月24日、テレ玉の『まどもあ54世～革命前夜～』に出演。地上波ドラマ初出演となる[2]。
  - 10月20日、11月3日のラストライブをもって解散することを発表[3]。
  - 11月3日、目黒鹿鳴館にてラストライブを行い、活動終了[4]。

## メンバー
個別にメンバーカラー（階級）が割り当てられている。
| カラー   | 名前                        | 生年月日               | 血液型 | 出身地   | キャッチフレーズ               | 趣味                                                         | 備考 |
| -------- | --------------------------- | ---------------------- | ------ | -------- | ------------------------------ | ------------------------------------------------------------ | --- |
| 赤色階級 | 大友 千里菜 おおとも せりな | 1995年2月17日（30歳）  | O型    | 埼玉県   | 庶民がうらやむリアルシンデレラ | アイドル鑑賞（ハロー!プロジェクト） サンリオキャラクター収集 | |
| 水色階級 | 室井 ゆう むろい ゆう       | 1994年12月18日（30歳） | A型    | 神奈川県 | 社交界のスマイルキラー         | お笑い鑑賞、ソフトクリーム                                   | 2017年エレクトリックリボンに加入、2018年よりリーダー、同年セルフプロデュースに移行。2020年グデイ結成。                                            |
| 緑色階級 | 櫻井 悠 さくらい のどか     | 1996年7月31日（28歳）  | AB型   | 神奈川県 | 群衆を巻き込む誘爆系貴族       | アニメ鑑賞（深夜アニメ）、TVゲーム                           | 2017年フリカケ≠ぱにっく（第2期）に加入（「明星のどか」）するが同年活動休止。2018年Jewel☆Rouge加入（「咲舞のどか」）。                             |
| 桃色階級 | 古瀬 瑠希 ふるせ るき       | 1999年10月7日（25歳）  | B型    | 埼玉県   | 貴族で庶民な最年少             | ダンス、食事（特に和食）                                     | 「葵井るき」に改名、2018年エモップ（ex.エモクルスコップ）に加入するが同年解散。LOVEReS結成に参加。2020年LOVEReS活動終了、ラブアグレッション結成。 |

### エピソード
- 大友千里菜は、アイドルになるまでは印刷工場の社員として働いていた。やっていた仕事は「広告チラシの折り込み」。
- 室井ゆうはソフトクリームが好きすぎるあまり、ソフトクリームマシーンを購入しようとしたことがある。2014年12月に実施した単独ライブ「貴族の慶典（水色）」にてソフトクリーム女王決定戦を実施した際には、他のメンバーのことを「ソフトクリームのことを何もわかっていない」とこき下ろしていた。
- 櫻井悠は「鏡文字」を特技としている。最終オーディションの際に初めて観衆に見せて以来、しばしば披露している。
- 古瀬瑠希は好きな食べ物を聞かれると、「味噌汁・お魚のはらわた・イカの塩辛・梅昆布」などを挙げるため、メンバーからは「最年少なのにおじさんみたい」と言われている。また、「中学校で流行っていたことは何？」と聞かれた際に、「泥だんご作り」と答えていた。
- 室井ゆう・櫻井悠・古瀬瑠希はデビューしてからしばらく、プロデューサーが山田ルイ53世であることを隠していた。理由は、「恥ずかしいから」。だが次第に周りにもバレてしまい、櫻井悠は「進路相談のために職員室に入ったところ、学校の先生にニヤニヤしながら『ルネッサーンス！』と言われた」、古瀬瑠希は「中学校を卒業したときの寄せ書きのほとんどが『ルネッサーンス！』という文字で埋まっていた」と告白している。大友千里菜は山田がプロデューサーであることを隠さず知り合いに伝えていたが、「好きなお笑い芸人は？」と聞かれた際に「流れ星」と答えたこともある。
- 『菊地亜美の1ami9』出演時、「誰が話しているかわかってもらえるように」話の冒頭に自分の名前を付けたり、他のメンバーの情報の補足をする室井ゆうに対して、菊地亜美は「若いのにえらいね」とコメントしていた。これらの理由により『髭男爵 ルネッサンスラジオ』などでしばしば、山田は室井のことを「セミプロ」と呼ぶ。
- モノマネ芸人のみかんは、古瀬瑠希の親戚にあたり、そのことが番組で取り上げられたこともある。
- メンバーは山田の相方のひぐち君とは一度も会ったことがなかったが、2015年6月20日の『YATSUI FESTIVAL! 2015』の舞台上で初めて顔を合わせた。

## 出演

### テレビ

#### 単発
- 未来ロケット（2014年12月6日、フジテレビ） - 古瀬瑠希
- カンニングのDAI安吉日! （2015年1月21日、1月28日、BSフジ）

### ラジオ

#### 単発
- はみだし しゃべくりラジオ キックス (2014年12月25日、山梨放送)
- 菊地亜美の1ami9（2015年1月17日、ラジオ日本）

### 新聞
- デイリースポーツ（2014年10月15日、神戸新聞社）[5]
- 山梨日日新聞（2015年1月13日、山梨日日新聞社）[6][7]

### 雑誌
- TRASH-UP!!（2015年1月31日、株式会社トラッシュアップ） - 大友千里菜